# Tatsunori Hisanaga
Tatsunori Hisanaga (jap. 久永 辰徳 Hisanaga Tatsunori; ur. 23 grudnia 1977) – japoński piłkarz występujący na pozycji pomocnika.

## Kariera klubowa
Od 1996 do 2009 roku występował w klubach Avispa Fukuoka, Yokohama F. Marinos i Omiya Ardija.